# (3272) Tillandz
(3272) Tillandz est un astéroïde de la ceinture principale.

## Description
(3272) Tillandz est un astéroïde de la ceinture principale. Il fut découvert le 24 février 1938 à Turku par Yrjö Väisälä. Il présente une orbite caractérisée par un demi-grand axe de 2,24 UA, une excentricité de 0,09 et une inclinaison de 3,9° par rapport à l'écliptique.

## Compléments